# Jacques Dofny
Jacques Dofny (né le 24 septembre 1923 à Gilly en Belgique et mort le 4 juillet 1994 dans le 13e arrondissement de Marseille) est un sociologue et un professeur canadien.

## Biographie
Natif de Belgique et plus précisément du territoire de l'actuelle Région wallonne, il étudie en France puis arrive au Canada dans les années 1960, où il est très actif lors de l'ébullition intellectuelle appelée la Révolution tranquille. L'un des fondateurs du parti socialiste du Québec, il crée, en 1969, Sociologie et sociétés, revue de sociologie offrant une ouverture interdisciplinaire et publiée aux Presses de l'Université de Montréal, et collabore à la revue Socialisme.
Dofny est impliqué lors de la fondation de l'Institut de recherche appliquée sur le travail. Servant de pont entre les sociologues canadiens et français, il travaille au sein de l'American Sociological Association et l'Association des sociologues et anthropologues de langue française.
Militant pour la gauche, il est régulièrement appelé à défendre les thèses marxistes au sein de sa discipline, qu'il applique lors de ses études sur les classes sociales et le syndicalisme.
En janvier 1981, il est appelé, avec Camille Legendre, Dofny, à conduire une recherche sur la tragédie de la mine Belmoral à Val-d’Or, dont résultera la publication de Catastrophe dans une mine d’or - Étude sur le milieu minier québécois,. 
Il meurt à Marseille en 1994.